# 杜凡
杜凡，中华人民共和国政治人物、全国脱贫攻坚先进个人。

## 生平
杜凡任武汉市黄陂区王家河街青云村驻村工作队队长兼第一书记，武汉市公安局水上分局二级高级警官。因在脱贫攻坚战中作出突出贡献，2021年2月25日全国脱贫攻坚总结表彰大会上，杜凡被授予“全国脱贫攻坚先进个人”。